# يان ويليم دي جونغ
يان ويليم دي جونغ (بالهولندية: Jan Willem de Jong)‏ هو أستاذ جامعي هولندي، ولد في 15 فبراير 1921، وتوفي في 22 يناير 2000.